# Conocephalus concolor
Conocephalus concolor är en insektsart som först beskrevs av Hermann Burmeister 1838.  Conocephalus concolor ingår i släktet Conocephalus och familjen vårtbitare.

## Underarter
Arten delas in i följande underarter:
- C. c. hispanicus
- C. c. concolor
- C. c. peneri
- C. c. buxtoni